# Frontier in Space
Frontier in Space (Frontera espacial) es el tercer serial de la décima temporada de la serie británica de ciencia ficción Doctor Who, emitido originalmente en seis episodios semanales del 24 de febrero al 31 de marzo de 1973. Supuso la última aparición de Roger Delgado en el papel de El Amo.

## Argumento
El Doctor y Jo Grant evitan por poco una colisión en la TARDIS con una nave de carga que se mueve a la velocidad de la luz. El Doctor determina que están en el siglo XXVI. Se verán envueltos en las tensiones entre el imperio terrícola y el imperio draconiano, auspiciadas por los últimos planes del Amo asistido por los Ogrones, y que amenazan con desembocar en una guerra que podría destruir a ambos.

### Continuidad
El último episodio acaba en un cliffhanger, con el Doctor herido de gravedad enviando un mensaje sobre los Daleks a los Señores del Tiempo usando los circuitos telepáticos de la TARDIS. Esta escena fue dirigida por David Malloney, que dirigió el siguiente serial, Planet of the Daleks, que continua la historia.
Los monstruos con los que Jo alucina cuando usan el hipnosonido en ella en el episodio seis son, respectivamente, un Drashig de Carnival of Monsters, un Mutt de The Mutants y un Demonio Marino de The Sea Devils. En el episodio 1, Jo menciona Solos, lo que es una referencia a The Mutants. En el episodio cuatro, el Doctor describe a Jo los detalles de su juicio con los Señores del Tiempo al final de The War Games.

## Producción
| Episodio          | Fecha de emisión      | Duración | Espectadores en millones | Estado en el archivo  |
| ----------------- | --------------------- | -------- | ------------------------ | --------------------- |
| Episodio 1        | 24 de febrero de 1973 | 23:27    | 9,1                      | Cinta original en PAL |
| Episodio 2        | 3 de marzo de 1973    | 24:10    | 7,8                      | Cinta original en PAL |
| Episodio 3        | 10 de marzo de 1973   | 24:00    | 7,5                      | Cinta original en PAL |
| Episodio 4        | 17 de marzo de 1973   | 23:35    | 7,1                      | Cinta original en PAL |
| Episodio 5        | 24 de marzo de 1973   | 23:57    | 7,7                      | Cinta original en PAL |
| Episodio 6        | 31 de marzo de 1973   | 24:44    | 8,9                      | Cinta original en PAL |
| [ 1 ] [ 2 ] [ 3 ] |                       |          |                          |                       |

Los títulos de Frontier in Space se prepararon, al igual que Carnival of Monsters, con un nuevo arreglo de la sintonía interpretada por Paddy Kingsland en un sintetizador. Conocido como el arreglo "Delaware", no gustó a los directivos de la BBC, así que se restituyó la versión original de Delia Derbyshire, aunque en una versión del episodio 5 se conservó la sintonía "Delaware" y se usó para el lanzamiento en VHS.
En la secuencia final en el cuartel general del Amo estaba previsto que apareciera un monstruo gigante devorador de Ogrones, pero al director Paul Bernard no le gustaba el vestuario y lo omitió, dejando una escena simplemente con Ogrones asustados huyendo de algo fuera de pantalla. El productor Barry Letts y el editor de guiones Terrance Dicks pensaron que la secuencia no tenía suficiente impacto y filmaron un nuevo final en la TARDIS como parte del primer bloque de producción de la siguiente historia, Planet of the Daleks. Frontier in Space fue el último trabajo de Paul Bernard en Doctor Who.
Cuando el borrado de episodios terminó en 1978, se descubrió que los episodios 1, 2, 3 y 6 sólo habían sobrevivido en copias en celuloide en blanco y negro para venta internacional. A mediados de los ochenta se devolvieron copias en PAL desde emisoras en Australia.